# Beuzeville-la-Guérard
Beuzeville-la-Guérard település Franciaországban, Seine-Maritime megyében. Lakosainak száma 236 fő (2022. január 1.). Beuzeville-la-Guérard Cleuville, Grainville-la-Teinturière, Normanville, Ourville-en-Caux, Riville és Thiouville községekkel határos.

## Népesség
A település népességének változása:
| Lakosok száma | 203  | 217  | 226  | 225  | 227  | 228  | 231  | 233  | 236  |
|               | 2013 | 2015 | 2016 | 2017 | 2018 | 2019 | 2020 | 2021 | 2022 |